# Pro-Mark
Pro-Mark (Pro Mark, Promark) — американский производитель барабанных палочек.

## История

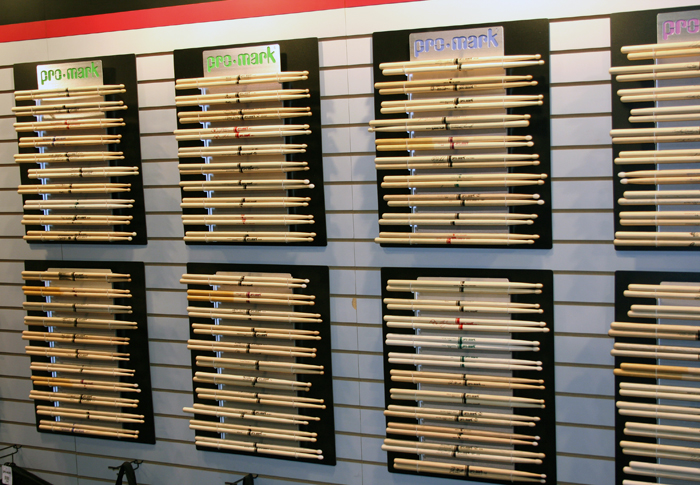
Стенд с барабанными палочками Pro-Mark

Компания была основана в 1957 году в Хьюстоне инструктором по перкуссии Хербом Брохштейном. Pro-Mark стала первой компанией, которая начала изготовление барабанных палочек из японского белого дуба Шира-Каши для американского рынка.
В 1985 году компания первой в мире запатентовала руты, используемые для игры на ударной установке.
С 2011 года входит в состав компании D’Addario.
В настоящее время Pro-Mark производит широкую номенклатуру барабанных палочек с различными характеристиками.
Эндорсерами компании в разные годы были Нил Пирт, Майк Портной, Элой Касагранде и другие барабанщики.